# Sara Castrejón
Sara Castrejón Reza (Teloloapan, 16 de agosto de 1888-4 de noviembre de 1962) fue una fotógrafa mexicana destacada por fotografiar la Revolución mexicana, la única de la que se tiene conocimiento realizó esa actividad.En opinión de John Mraz, Castrejón es una de las primeras fotógrafas de guerra y una pionera en la apertura de espacios para las mujeres en la fotografía.

## Biografía
Castrejón nació en Teloloapan, en el estado de Guerrero. Sus padres fueron Alejandro Castrejón y María Isabel Reza. Tras estudiar en una escuela primaria para niñas en su ciudad natal, se trasladó a la Ciudad de México a los 18 años de edad a estudiar fotografía, actividad que realizó de 1906 a 1907. Tanto la incursión de una mujer en la fotografía como el propio traslado de una mujer sola a la capital mexicana de la edad de Castrejón no era usual en la épocaUna vez realizados sus estudios vuelve a la instalación de un estudio fotográfico al interior de su casa en Teloloapan en 1908, en donde realiza retratos de todo tipo. La asisten en su labor su hermana Dorotea —quien aparece en muchos de sus retratos— y su hermano Joaquín quien le asiste a cargar el equipo e implementos cuando Sara realizaba fotos fuera del estudio.En esa labor destaca la preferencia de Castrejón de fotografiar personas en el Cerro de la Tecampana, un sitio popular en Teloloapan.
La sorprendió en esa ciudad el estallido de la Revolución mexicana, por lo que ocupa su equipo y conocimientos para retratar el conflicto. Castrejón retrata, entre muchos otros aspectos, la entrada de las tropas revolucionarias en 1911 a su ciudad, asimismo, realiza retratos a los principales jefes revolucionarios en esa oportunidad, como el caso del coronel Gertrudis Sánchez. Asimismo realiza los retratos de otras mujeres participantes como la coronela Amparo Salgado.En su labor se observa el desarrollo del conflicto al retratar a milicianos y generales de distintos bandos, mismos que la visitan para hacerse fotografías.
Castrejón falleció el 4 de noviembre de 1962 en su ciudad natal.